# Philipp Schobesberger
Phillip Schobesberger (Linz, 10 december 1993) is een Oostenrijks voetballer die doorgaans speelt als rechtsbuiten. In juli 2024 verruilde hij Wiener Viktoria voor FCM Traiskirchen.

## Clubcarrière
Schobesberger speelde in de jeugdopleiding van LASK Linz. In 2010 verliet hij die en hij kwam bij Eferding terecht. Een jaar later verliet hij die club, toen hij voor FC Pasching ging spelen. Drie seizoenen lang kwam de rechtsbuiten uit in de Regionalliga. In het seizoen 2012/13 wist FC Pasching de ÖFB-Cup te winnen. In de finale werd met 1–0 gewonnen van Austria Wien. Schobesberger speelde in zes duels mee, waaronder de finale. In de zomer van 2014 maakte de vleugelaanvaller de overstap naar Rapid Wien, uitkomend in de Bundesliga. Hij ondertekende een driejarig contract bij Rapid. Op 28 augustus 2015 verlengde Schobesberger zijn verbintenis met één jaar, tot medio 2018. Twee jaar later werden er nog vier seizoenen toegevoegd aan dit contract. Na afloop van dit contract verkaste Schobesberger transfervrij naar SKU Amstetten. In februari 2023 werd ASKÖ Oedt zijn nieuwe club en in juli van dat jaar Wiener Viktoria. Een jaar later verkaste Schobesberger naar FCM Traiskirchen.

## Clubstatistieken
| Seizoen | Club          | Competitie   | Competitie | Competitie | Beker | Beker | Internationaal | Internationaal | Totaal | Totaal |
| Seizoen | Club          | Competitie   | Wed.       | Dlp.       | Wed.  | Dlp.  | Wed.           | Dlp.           | Wed.   | Dlp.   |
| ------- | ------------- | ------------ | ---------- | ---------- | ----- | ----- | -------------- | -------------- | ------ | ------ |
| 2011/12 | FC Pasching   | Regionalliga | 25         | 3          | 0     | 0     | —              | —              | 25     | 3      |
| 2012/13 | FC Pasching   | Regionalliga | 27         | 6          | 6     | 0     | —              | —              | 33     | 6      |
| 2013/14 | FC Pasching   | Regionalliga | 30         | 14         | 3     | 1     | 2              | 0              | 35     | 15     |
| 2014/15 | Rapid Wien    | Bundesliga   | 27         | 8          | 3     | 1     | 0              | 0              | 30     | 9      |
| 2015/16 | Rapid Wien    | Bundesliga   | 33         | 6          | 3     | 3     | 10             | 2              | 46     | 11     |
| 2016/17 | Rapid Wien    | Bundesliga   | 5          | 0          | 1     | 0     | 4              | 0              | 10     | 0      |
| 2017/18 | Rapid Wien    | Bundesliga   | 30         | 5          | 3     | 1     | —              | —              | 33     | 6      |
| 2018/19 | Rapid Wien    | Bundesliga   | 20         | 2          | 3     | 0     | 4              | 1              | 27     | 3      |
| 2019/20 | Rapid Wien    | Bundesliga   | 11         | 2          | 2     | 0     | —              | —              | 13     | 2      |
| 2020/21 | Rapid Wien    | Bundesliga   | 0          | 0          | 0     | 0     | 0              | 0              | 0      | 0      |
| 2021/22 | Rapid Wien    | Bundesliga   | 4          | 0          | 0     | 0     | 1              | 0              | 5      | 0      |
| 2022/23 | SKU Amstetten | 2. Liga      | 9          | 2          | 0     | 0     | —              | —              | 9      | 2      |
| Totaal  | Totaal        | Totaal       | 222        | 48         | 24    | 6     | 21             | 3              | 267    | 57     |

Bijgewerkt op 23 juli 2024.

## Interlandcarrière
Schobesberger werd in mei 2015 voor het eerst opgeroepen voor het Oostenrijks voetbalelftal. Bondscoach Marcel Koller riep de aanvaller op voor de EK-kwalificatiewedstrijd tegen Rusland. Tijdens deze wedstrijd, die met 0–1 gewonnen werd door een doelpunt van Marc Janko, kwam Schobesberger niet in actie. Schobesberger maakte alsnog zijn debuut op 9 oktober 2017, toen door een doelpunt van Louis Schaub met 0–1 gewonnen werd van Moldavië. Hij moest van Koller op de reservebank beginnen en hij viel negen minuten voor tijd in voor Marko Arnautović. De andere debutant dit duel was Philipp Lienhart (SC Freiburg).
| Interlands van Philipp Schobesberger voor Oostenrijk | Interlands van Philipp Schobesberger voor Oostenrijk | Interlands van Philipp Schobesberger voor Oostenrijk | Interlands van Philipp Schobesberger voor Oostenrijk | Interlands van Philipp Schobesberger voor Oostenrijk | Interlands van Philipp Schobesberger voor Oostenrijk | Interlands van Philipp Schobesberger voor Oostenrijk |
| №                                                    | Datum                                                | Wedstrijd                                            | Uitslag                                              | Competitie                                           | Goals                                                |                                                      |
| Als speler bij Rapid Wien                            | Als speler bij Rapid Wien                            | Als speler bij Rapid Wien                            | Als speler bij Rapid Wien                            | Als speler bij Rapid Wien                            | Als speler bij Rapid Wien                            | Als speler bij Rapid Wien                            |
| ---------------------------------------------------- | ---------------------------------------------------- | ---------------------------------------------------- | ---------------------------------------------------- | ---------------------------------------------------- | ---------------------------------------------------- | ---------------------------------------------------- |
| 1                                                    | 9 oktober 2017                                       | Moldavië – Oostenrijk                                | 0 – 1                                                | WK 2018 kwalificatie                                 |                                                      |                                                      |

Bijgewerkt op 23 juli 2024.

## Erelijst
| ÖFB Cup | 1 | 2012/13 |